# Diocèse de Santa María de Los Ángeles
Le diocèse de Santa María de Los Ángeles (en latin : Dioecesis Sanctae Mariae Angelorum ; en espagnol : Diócesis de Santa María de Los Ángeles) est un diocèse de l'Église catholique du Chili, suffragant de l'archidiocèse de Concepción.

## Territoire
Le diocèse s'étend sur 13 454 km2 dans la province de Biobío, à l'exception des communes de Yumbel et de Cabrero qui appartiennent à l'archidiocèse de Concepción. Il englobe 25 paroisses. 
Son siège épiscopal est dans la ville de Los Ángeles où se trouve la cathédrale Saint-Michel.

## Histoire
Le diocèse de Los Ángeles est érigé le 20 juin 1959 par la constitution apostolique Ex quo gravissimum du pape Jean XXIII, recevant son territoire de l'archidiocèse de Concepción et du diocèse de Temuco.
Par la lettre apostolique Ab Archangelo Dei du 29 octobre 1962, Jean XXIII confirme que la Vierge Marie honorée sous le vocable de Notre-Dame de l'Annonciation est la patronne principale du diocèse.
Il prend son nom actuel le 21 février 2009 par le décret Multum conferre de la congrégation pour les évêques.

## Évêques
- Manuel Sánchez Beguiristáin (17 décembre 1959 - 30 mai 1963) nommé archevêque de Concepción
- Luis Yáñez Ruis Tagle (21 mars 1964 - 21 novembre 1965)
- Alejandro Durán Moreira (31 mars 1966 - 2 février 1970) nommé évêque de Rancagua
- Orozimbo Fuenzalida y Fuenzalida (26 février 1970 - 13 juillet 1987) nommé évêque de San Bernardo
- Adolfo Rodriguez Vidal (6 juillet 1988 - 19 février 1994)
- Miguel Caviedes Medina (19 février 1994 - 7 janvier 2006)
- Felipe Bacarreza Rodríguez (7 janvier 2006 - 23 mars 2024)
- Cristián Castro Toovey, depuis le 23 mars 2024